# Gaia Realini
Gaia Realini (Pescara, Itàlia, 19 de juny de 2001) és una ciclista italiana. Actualment corre a l'equip ciclista femení del Lidl-Trek.

## Palmarès

### Carretera
- 2022
  - 1a al Giro della Campania in Rosa i vencedora d'una etapa
- 2023
  - 1a al Trofeu Oro in Euro
  - Vencedora d'una etapa a la Volta ciclista a Espanya

### Resultats al Giro d'Itàlia
- 2021: 11a posició

- 2022: 13a posició

### Resultats a la Volta a Espanya
- 2023: 3a posició, vencedora d'una etapa i  1a al Gran Premi de la muntanya

### Ciclocròs
- 2022
  -  Campiona d'Itàlia de ciclocròs sub-23